# Hyospathe elegans
Hyospathe elegans är en enhjärtbladig växtart som beskrevs av Carl Friedrich Philipp von Martius. Hyospathe elegans ingår i släktet Hyospathe och familjen Arecaceae. Inga underarter finns listade i Catalogue of Life.